# 亞拉岡的萊昂諾爾 (1358-1382)
亞拉岡的萊昂諾爾（西班牙語：Leonor de Aragón，1358年2月20日—1382年8月13日），卡斯提爾王后，丈夫是胡安一世。
萊昂諾爾是亞拉岡國王佩德羅四世的女兒，胡安一世和馬丁一世的妹妹。由於兩個哥哥去世時皆無存活的合法子嗣，萊昂諾爾的次子斐迪南一世於1412年被選為亞拉岡國王。

## 家庭
1375年，萊昂諾爾與卡斯提爾的胡安王子結婚，兩人共有2子1女：
- 恩里克三世（1379年—1406年），1390年成為卡斯提爾國王
- 費爾南多一世（1380年—1416年），1412年成為亞拉岡國王
- 萊昂諾爾（1382年—1382年），夭折